# سمیون فرانک
سمیون فرانک (روسی: Семён Лю́двигович Франк؛ ۲۸ ژانویه ۱۸۷۷ – ۱۰ دسامبر ۱۹۵۰) فیلسوف، استاد دانشگاه، و روان‌شناس اهل امپراتوری روسیه بود.